# ساوث باسادينا
ساوث باسادينا (بالإنجليزية: South Pasadena)‏ هي مدينة أمريكية تقع في ولاية فلوريدا. تبلغ مساحة هذه المدينة 3 (كم²)،ويبلغ عدد سكانها 4964 نسمة حسب إحصاء سنة 2010 م 4964.تشير إحصاءات سنة 2000م بأن الكثافة السكانية في هذه المدينة تقدر بـ(auto) نسمة/كم2 